# AirPort Admin Utility
AirPort Admin Utility — утиліта, вбудована до Mac OS X; доступна до завантаження і для Windows XP. Вона дозволяє користувачу зконфігурувати базову станцію бездротової мережі AirPort Wi-Fi Base Stations та створити бездротову мережу. Admin Utility представлє більше специфічні утиліти, ніж більш доброзичливий до користувача AirPort Setup Assistant.
Нині замість AirPort Admin Utility використовується нова та більш функціональна AirPort-Утиліта